# Championnat du Paraguay de football 1925
Navigation
Édition précédente Édition suivante
La 18e édition du championnat du Paraguay de football est remportée par le Club Olimpia. C’est le quatrième titre de champion du club. Olimpia l’emporte avec 6 points d’avance sur Club Guaraní. On ne sait pas qui du Club Nacional ou de Club Sol de América termine à la troisième place.
Comme souvent pour les saisons du championnat amateur, les résultats complets ne sont pas connus. 
La deuxième division est remportée par l’équipe de Sastre Sport qui réintègre ainsi la première division. 

## Les clubs de l'édition 1925
| \| Asuncion: · Olimpia · Nacional · Sol de América · Guaraní · Cerro Porteño · River Plate · Atlántida · Sportivo Luqueño Asuncion Club Presidente Hayes \| Localisation des clubs engagés dans le championnat. |
| Asuncion: · Olimpia · Nacional · Sol de América · Guaraní · Cerro Porteño · River Plate · Atlántida · Sportivo Luqueño Asuncion Club Presidente Hayes                                                           |

| Club                  | Stade | Capacité | Ville            |
| --------------------- | ----- | -------- | ---------------- |
| Atlántida Sport Club  | -     | -        | Asuncion         |
| Club Cerro Porteño    | -     | -        | Asuncion         |
| Club Guaraní          | -     | -        | Asuncion         |
| Club Libertad         | -     | -        | Asuncion         |
| Club Nacional         | -     | -        | Asuncion         |
| Club Olimpia          | -     | -        | Asuncion         |
| Club Presidente Hayes | -     | -        | Presidente Hayes |
| Club River Plate      | -     | -        | Asuncion         |
| Club Sol de América   | -     | -        | Asuncion         |
| Sportivo Luqueño      | -     | -        | Asuncion         |

## Compétition

### Classement
| Rang | Équipe                | Pts | J | G | N | P | Bp | Bc | Diff |
| ---- | --------------------- | --- | - | - | - | - | -- | -- | ---- |
| 1    | Club Olimpia          | 28  | . | . | . | . | .  | .  | 0    |
| 2    | Club Guaraní          | 22  | . | . | . | . | .  | .  | 0    |
| ?    | Club Nacional         | ?   | . | . | . | . | .  | .  | 0    |
| ?    | Club Sol de América   | 20  | . | . | . | . | .  | .  | 0    |
| 5    | Club Libertad         | 16  | . | . | . | . | .  | .  | 0    |
| 6    | Club Presidente Hayes | 16  | . | . | . | . | .  | .  | 0    |
| 7    | Sportivo Luqueño      | 15  | . | . | . | . | .  | .  | 0    |
| 8    | Club River Plate      | 14  | . | . | . | . | .  | .  | 0    |
| 9    | Club Cerro Porteño    | 13  | . | . | . | . | .  | .  | 0    |
| 10   | Atlántida Sport Club  | 11  | . | . | . | . | .  | .  | 0    |

| Légende : Qualifications et relégations | Légende : Qualifications et relégations |
| --------------------------------------- | --------------------------------------- |
|                                         | Champion du Paraguay                    |
|                                         | Relégation en deuxième division         |
|                                         | (T) : Tenant du titre (P) : Promus      |

## Bilan de la saison
| Championnat du Paraguay de football 1925                             |                         |
| Champion                                                             | Club Olimpia (4e titre) |
| Promotions et relégations                                            |                         |
| Promus en Primera División                                           | Sastre Sport            |
| Relégués en Championnat du Paraguay de football de deuxième division | Atlántida Sport Club    |